# Breitenschrot
Breitenschrot ist eine Wüstung auf dem Gemeindegebiet der Kreisstadt Kronach im Landkreis Kronach (Oberfranken, Bayern).

## Geographie
Die Einöde lag auf einer Höhe von 447 m ü. NHN. Ziegelerden befand sich 300 Meter nordöstlich von Breitenschrot.

## Geschichte
Breitenschrot bestand in der ersten Hälfte des 19. Jahrhunderts auf dem Gemeindegebiet von Ziegelerden. Nach 1904 wurde der Ort in den amtlichen Ortsverzeichnissen nicht mehr aufgelistet. In einer topographischen Karte von 1968 wurde der Ort noch verzeichnet. Heute gibt es eine Ortsstraße Breitenschrot; das Anwesen ist jedoch devastiert.

## Einwohnerentwicklung
| Jahr      | 001854 | 001861 | 001871 | 001885 | 001900 |
| Einwohner |        | 7      | 6      | 6      | 10     |
| Häuser    | 1      |        |        | 1      | 1      |
| Quelle    | [ 2 ]  | [ 6 ]  | [ 7 ]  | [ 8 ]  | [ 9 ]  |

## Religion
Der Ort war ursprünglich katholisch und nach St. Johannes der Täufer (Kronach) gepfarrt.

## Weblink
- Breitenschrot in der Ortsdatenbank des bavarikon, abgerufen am 20. August 2021.